# Андреевка (Сахновщинский район)
Андре́евка (укр. Андріївка) — село, 
Новоалександровский сельский совет,
Сахновщинский район,
Харьковская область.
Код КОАТУУ — 6324884502. Население по переписи 2001 года составляет 122 (57/65 м/ж) человека.

## Географическое положение
Село Андреевка находится на правом берегу реки Орель,
выше по течению на расстоянии в 4,5 км расположено село Степановка,
ниже по течению на расстоянии в 1 км расположено село Халтурина,
на противоположном берегу — впадает река Орелька и расположено село Аполлоновка.
Через село проходит железная дорога, ближайшая станция Платформа 146 км в 3-х км.

## История
- 1850 — дата основания.